# Veinte millas
20 Millas (Hoy por ti, mañana por mí) es el segundo álbum de estudio del trío femenino pop Flans, publicado en 1986 por Fonovista Records.
Con esta su segunda placa, grabada en España y producida por Mariano Pérez, con el tema "Tímido", lograrían su consolidación, obteniendo ventas exitosas y emprendiendo la conquista de nuevos mercados, por consiguiente múltiples giras por Latinoamérica y Estados Unidos.
Los temas: Hoy por ti, mañana por mí,Veinte Millas,Um, Ah, Oh,Desde la trinchera,Esta noche no y No, él no es un rocky fungieron como singles de esta grabación. 
En 1998 este álbum se reedita en formato CD, con una portada distinta bajo el nombre de "Hoy por Ti, Mañana por Mí". En 2009 se reedita con el nombre y portada original "20 millas"

## Listado de canciones
| 20 Millas (Edición en CD) |                                      |                                                         |          |  |
| N.º                       | Título                               | Escritor(es)                                            | Duración |  |
| 1.                        | «Hoy por ti, mañana por mí (Energy)» | G. M. Eban, J. Tunell, J. C. Halmstead                  | 3:54     |  |
| 2.                        | «Veinte millas»                      | Mildred Villafañe, Emilio Aragón, María Rosario Ovelar  | 4:16     |  |
| 3.                        | «Desde la trinchera»                 | Carlos Lara, Jesús Monarrez                             | 3:42     |  |
| 4.                        | «Cariño mío»                         | D. A. R.                                                | 4:13     |  |
| 5.                        | «Uhm, Ah, Oh»                        | Gonzalo Fernández Benavides                             | 4:12     |  |
| 6.                        | «Tímido»                             | Pablo Pinilla, Luis Carlos Esteban                      | 3:35     |  |
| 7.                        | «Esta noche no»                      | Pablo Pinilla                                           | 3:41     |  |
| 8.                        | «Bésame»                             | Mariano Pérez, José Antonio García Morato, Carlos Gómez | 3:57     |  |
| 9.                        | «Ya no te perderé»                   | Antonio García Cortéz                                   | 3:52     |  |
| 10.                       | «No, él no es un rocky»              | Amparo Rubín                                            | 3:28     |  |
| 11.                       | «Me juego todo»                      | Sergio Sampaio, Adapt. al español: María Rosario Ovelar | 3:41     |  |

- Datos: Q6160021